# Салаватский музыкальный колледж
Салаватский музыкальный колледж — государственное образовательное учреждение среднего профессионального музыкального образования города Салавата Башкортостан.
Салаватский музыкальный колледж — самое крупное учебное заведение города Салавата, осуществляющее обучение среднему профессиональному музыкальному образованию.

## История
Музыкальный колледж (училище) открылся в Салавате в 1961 году в 2-этажном жилом доме по адресу: г. Салават, ул. Б. Хмельницкого, д. 40. Половина небольшого здания была отдана под общежитие для преподавателей.
Первым директором училища был выпускник Одесской государственной консерватории, по специальности дирижёр хора, Родионов Николай Николаевич. Из Москвы, Ростова, Днепропетровска, Казани, Таллинна приехали работать в колледже выпускники консерваторий. В 1970-х годах в училище учился будущий солист Большого театра (1991—2001), заслуженный артист РСФСР Павел Александрович Татаров.
Сегодня училище располагается в новом четырёхэтажном здании на пр. Космонавтов. Авторами замечательных фасадов здания стали архитектор С. И. Соколов и скульптор А. В. Савченко.
Здание было построено при участии директора училища — Гумановской Эльзе Гейниховне. При ней же при училище был создан эстрадный оркестр «Big Band» " под руководством заслуженного работника культуры Республики Башкортостан Александра Конькова.
Сергей Шелыгин открыл отделения: башкирского и русского фольклора, культурно-просветительской работы и музыкальной педагогики. Он же стал основателем и организатором уникального события — конкурса хоровых дирижёров, который по началу имел статус республиканского, а затем перерос во Всероссийский.
В настоящее время[когда?] директором училища является Алапаева Лилия Камиловна.
В училище работают несколько хоровых коллективов, фольклорные ансамбли, получившие в 2004 году звание «Народный»; пработают оркестры русских и башкирских народных инструментов, духовых инструментов, ансамбли скрипачей и кураистов, симфонический оркестр. Учащиеся и преподаватели колледжа дают в год до 120 концертов в городе Салавате и республике Башкортостан.
В колледже издается журнал «Муза-Mid».
В октябре 2014 года на базе Салаватского музыкального колледжа открылась Музыкальная школа юных талантов имени В. Т. Спивакова. Школа работает под патронатом дирижёра Владимира Спивакова.

## Директора училища
Директорами Салаватского музыкального училища в разное время были:
- Родионов Николай Николаевич
- Гумановская Эльза Гейниховна
- Турченко Владимир Иванович
- Шелыгин Сергей Александрович
- Жирнов Владимир Алексеевич
- Абдраков Шамиль Фаилович
- Исанбаев Ишбулат Лукманович

## Специальности
Колледж готовит специалистов по следующим специальностям на очной форме обучения:
- 070102.01 «Фортепиано», квалификация специалиста — преподаватель игры на инструменте, концертмейстер, артист ансамбля.
- 070102.02 «Оркестровые струнные инструменты», квалификация специалиста — преподаватель игры на инструменте, артист оркестра, ансамбля.
- 070102.03 «Оркестровые духовые и ударные инструменты», квалификация специалиста — преподаватель игры на инструменте, артист оркестра, ансамбля.
- 070102.04 «Инструменты народного оркестра», квалификация специалиста — преподаватель игры на инструменте, концертмейстер, артист оркестра, ансамбля.
- 070102.04 «Башкирские народные инструменты», квалификация специалиста — преподаватель игры на инструменте, концертмейстер, артист оркестра, ансамбля.
- 070106.01 «Хоровое дирижирование», квалификация специалиста — руководитель хора и творческого коллектива, преподаватель хоровых дисциплин, артист хора и ансамбля.
- 070106.02 «Русский народный хор», квалификация специалиста — руководитель хора и творческого коллектива, преподаватель хоровых дисциплин, артист хора и ансамбля.
- 070106.02 «Башкирский народный хор», квалификация специалиста — руководитель хора и творческого коллектива, преподаватель хоровых дисциплин, артист хора и ансамбля.
- 070113 «Теория музыки», квалификация специалиста — преподаватель музыкально-теоретических дисциплин, преподаватель ритмики.
- 070109.01 «Инструменты эстрадного оркестра», квалификация специалиста артист оркестра, ансамбля, руководитель эстрадного коллектива, преподаватель игры на инструменте.

## Известные выпускники
- Злобина Наталья — дипломант международных конкурстов (Германия, Франция), выпускница московской консерватории.
- Алтынбаев, Гали Мансурович (р. 19 ноября 1956, с. Аллагуват Стерлитамакского района БАССР) — аккомпаниатор-концертмейстер, народный артист Республики Башкортостан (2012) (педагог училища — Гредин Николай Александрович).

## Известные преподаватели
- Голышев, Вальтер Яковлевич (1935 г.р.) — заслуженный работник культуры РФ. Учениками Голышева были пианистка Светлана Пурис — аспирантка Московской государственной консерватории имени П. И. Чайковского, Галина Казакова, Елена Руцкова, Елена Носорева и Полина Русяева — лауреаты республиканских конкурсов, педагоги колледжа — А. Б. Норман, Т. И. Гагнидзе, Е. Б. Елисеева, Т. Э. Александрович, А. С. Кузнецова.
- Мустафина-Нигматуллина, Флюра Минияровна (1941—2024) — заслуженный артист БАССР (1979), народный артист РБ (1990), Член Союза театральных деятелей (1969), до 2006 года актриса Салаватского драматического театра, преподаватель Салаватского музыкального колледжа (1989—2001), преподаватель Центра искусств г. Салават (2006—2010)[5].

## Директора училища
- Родионов Николай Николаевич — с 1961 г.
- Гумановская Эльза Гейниховна
- Турченко Владимир Иванович
- Шелыгин Сергей Александрович
- Жирнов Владимир Алексеевич
- Исанбаев Ишбулат Лукманович